# Александър Греков
Александър Димитров Греков е български дипломат, публицист и общественик. Един от основателите и пръв председател на Народния сговор.

## Биография
Александър Греков е роден на 5 декември 1884 г. в град София. Син е политика и министър-председател на България Димитър Греков. Завършва право в Екс ан Прованс, Франция. След завръщането си в България през 1909 г. постъпва на работа във външното министерство. През 1913 г. участва в преговорите за мирен договор с Османската империя след Междусъюзническата война.
Оглавява представителствата на България във Франция (1915), Швеция (1915 – 1918) и Швейцария (1918 – 1919). От 1919 до 1920 г. е представител на България при окупационните сили на Антантата в Беломорска Тракия. Налага да се извърши преброяване на населението в областта, за да се разбие гръцката теза за преобладаването на гръцкото население в Западна Тракия, и организира борбата срещу включването на района в пределите на Гърция. През март 1920 г. е отзован по настояване на гръцката страна, след което напуска външно министерство в знак на протест срещу политиката на правителството на Александър Стамболийски. Ползва се с името на един от най-добрите български дипломати по онова време.
През следващите години се занимава с журналистическа и политическа дейност. В края на 1921 г. е сред инициаторите за създаването на организацията Народен сговор и е избран за неин пръв председател. В 1922 г. започва да издава всекидневника „Слово“, в чието списване участват опозиционни интелектуалци. В програмната статия на вестника от 10 април 1922 г. обещава да се бори „срещу тесния партиен дух, срещу съсловността и изобщо срещу идейните крайности от всякакъв род“. В следващите месеци „Слово“ се превръща в главна трибуна за критики към земеделското правителство, което се разглежда като „оранжева диктатура“. Вестникът влиза в остра полемика с казионната преса и членовете на правителството, проповядва обединение на опозиционните сили и се противопоставя на управлението, което „насъсква съсловие против съсловие, класа против класа“.
На 21 май 1922 г. Александър Греков е прострелян в тила в центъра на София. Отговорността за убийството е поета от анархокомунисти, макар в общественото пространство да остава подозрението за съпричастност и на управляващите. Според една от версиите причина за убийството на Греков са намеренията му да изнесе данни за ролята на някои от земеделските водачи по време на Първата световна война и сътрудничеството им с френското разузнаване.
След убийството на Греков за водач на Народния сговор е избран професор Александър Цанков. Според историка Георги Марков „може само да се гадае как би се изявил Греков в превратните събития от 1923 г., но със сигурност би бил по-достоен министър-председател от истеричния професор. През пролетта на 1922 г., земеделската върхушка си въобразява, че ще се задържи много години на власт.